# Saint-Romain-sur-Gironde
Saint-Romain-sur-Gironde era una comuna francesa situada en el departamento de Charente Marítimo, de la región de Nueva Aquitania, que el 1 de enero de 2018 fue suprimida al fusionarse con las comunas de Floirac, formando la comuna nueva de Floirac.

## Demografía
| Gráfica de evolución demográfica de Saint-Romain-sur-Gironde entre 1800 y 2015 |
|                                                                                |

Los datos demográficos contemplados en este gráfico de la comuna de Saint-Romain-sur-Gironde se han cogido de 1800 a 1999 de la página francesa EHESS/Cassini, y los demás datos de la página del INSEE.